# Tetsuo Narikawa
Tetsuo Narikawa (Japans: 成川 哲夫, Narikawa Tetsuo) (Chiyoda, 15 april 1944 – 1 januari 2010) was een Japans acteur.
Narikawa speelde in 1971 en 1972 de titelrol in de tokusatsu Tv-serie Spectreman (スペクトルマン, Supekutoruman). Hij was tevens specialist in karate en judo. Narikawa was de stichter en voorzitter van de " Internationale Karate Liga" in Japan. Narikawa stierf aan longkanker.